# Viticoltura in Piemonte
La viticoltura in Piemonte è l'insieme delle attività di coltivazione di uva e produzione di vino svolte nella regione.

## Storia
Le origini della viticoltura piemontese risale alla media età del bronzo, intorno al 1500 a.C., ma un contributo significativo lo si deve alla colonizzazione romana, infatti in Piemonte troviamo due interessanti stele funerarie del I secolo che rappresentano nella decorazione un venditore di vino, segno evidente dell’importanza del commercio vinicolo nella regione.

## Zone di produzione

### Langhe
Le Langhe sono anzitutto un importante centro di viticoltura e vinificazione, dove spiccano numerose varietà di vino (in larga parte soggette a certificazioni DOC e DOCG), quali Barolo, Nebbiolo, Barbaresco, Dolcetto d'Alba, Dolcetto di Dogliani, Barbera d'Alba, Verduno Pelaverga.

### Monferrato
Il Monferrato è una delle più note regioni vinicole italiane nel mondo, soprattutto per quel che riguarda i vini rossi e gli spumanti.
Il clima secco di tipo continentale con estati calde tendenti alla siccità e inverni particolarmente freddi e la particolare conformazione idrogeologica dei terreni sono favorevoli alla viticoltura, che peraltro è dominante in tutto il territorio, facendo diventare il vino non solo un elemento di ricchezza economica dell'intera regione, ma anche e soprattutto un vero simbolo della cultura e della tradizione Monferrina. La capillare diffusione dei vitigni autoctoni e conseguentemente di una molteplice varietà di vini, ne sono testimoni.

### Roero
Il Roero è assai noto per la produzione di vini di alta qualità tra i quali:
- Roero (rosso)
- Roero Arneis (bianco)
- Arneis spumante

Il territorio al pari delle vicine Langhe è anche nota meta turistica in ambito eno-gastronomico e culturale per i tanti castelli e antichi borghi che costellano il suo piccolo territorio.

### Colline dell'Appennino
I colli tortonesi, incuneati tra Monferrato e Oltrepò pavese, sono conosciuti principalmente per i vini, tra cui spicca il Timorasso.

### Canavese
Il Canavese, tra Torino e la Valle d'Aosta, produce la DOCG Erbaluce di Caluso e le DOC Carema e Canavese.

### Prealpi occidentali
L'arco alpino da Cuneo alla Valle di Susa ha vigneti diffusi nelle fasce pedemontane, che producono i vini DOC Valsusa e Colline Saluzzesi.

### Alto Piemonte
Nelle colline orientali del Piemonte settentrionale si producono vini robusti: Gattinara, Fara, Ghemme, Boca e Sizzano.

## Vitigni

### Autoctoni
In biologia una specie autoctona è una specie che si è originata ed evoluta nel territorio in cui si trova.
| Vitigno          | Bacca  | Descrizione | Immagine |
| ---------------- | ------ | --- | -------- |
| Albarossa        | Nera   | Vitigno di origine relativamente recente, nato da un incrocio tra lo Chatus (localmente detto "Nebbiolo di Dronero") e la Barbera.                                          |          |
| Arneis           | Bianca | Originario del Roero, limitatamente diffuso nelle Langhe. |          |
| Avanà            | Nera   | Viene coltivato in Val di Susa e nel Pinerolese. |          |
| Barbera          | Nera   | Coltivato in Piemonte, è diffusa su tutto il territorio, in particolare nelle zone di Asti ed Alba                                                                          |          |
| Dolcetto         | Nera   | Coltivato in varia misura un po' ovunque nella regione |          |
| Doux d'Henry     | Nera   | Viene coltivato prevalentemente nel Pinerolese, in provincia di Torino |          |
| Erbaluce         | Bianca | È coltivato in provincia di Torino (in Canavese, sulla Serra d'Ivrea e sui colli che circondano il lago di Viverone)                                                        |          |
| Grignolino       | Nera   | |          |
| Nebbiolo         | Nera   | Coltivato in Piemonte nelle Langhe, più intensamente nelle zone del Barolo e del Barbaresco, a Carema, in Canavese e nelle colline novaresi; in Lombardia nella Valtellina. |          |
| Neretto di Bairo | Nera   | Coltivato da tempo immemore nel Canavese |          |
| Ramié            |        | |          |
| Timorasso        | Bianca | Coltivato nell'Alessandrino ed in particolare nelle colline del Tortonese ed in alcune zone del Novese                                                                      |          |

### Alloctoni
In biologia una specie alloctona è una specie che, a causa dell'azione dell'uomo, vive o è coltivata in un territorio diverso dal suo areale storico. Nei vegetali spesso si parla di "specie naturalizzata".
- Cabernet sauvignon
- Merlot
- Syrah
- Chardonnay
- Pinot nero

## Vini DOCG

### DOCG
- Alta Langa spumante prodotto in due tipologie nelle province di Alessandria, Asti e Cuneo
- Asti spumante/Moscato d'Asti prodotto in otto tipologie nelle provincie di Alessandria, Asti e Cuneo
- Arneis prodotto nella provincia di Cuneo
- Barbaresco prodotto nella provincia di Cuneo
- Barbera d'Asti prodotto nelle province di Alessandria e Asti
- Barbera del Monferrato superiore prodotto nelle province di alessandria e Asti
- Barolo prodotto nella provincia di Cuneo
- Brachetto d'Acqui prodotto in tre tipologie nelle province di Alessandria e Asti
- Cortese di Gavi prodotto nella provincia di Alessandria
- Dogliani prodotto nella provincia di Cuneo
- Dolcetto di Diano d'Alba prodotto nella provincia di Cuneo
- Dolcetto d'Ovada superiore prodotto in provincia di Alessandria
- Erbaluce di Caluso prodotto in tre tipologie nelle province di Biella, Torino e Vercelli
- Gattinara prodotto nella provincia di Vercelli
- Gavi prodotto in provincia di Alessandria
- Ghemme prodotto nella provincia di Novara
- Nizza prodotto nella Provincia di Asti
- Roero prodotto nella provincia di Cuneo
- Ruché di Castagnole Monferrato prodotto nella provincia di Asti
- Terre Alfieri prodotto nelle province di Asti e provincia di Cuneo

### DOC
- Langhe Arneis prodotto nella provincia di Cuneo
- Albugnano prodotto in tre tipologie nella provincia di Asti
- Barbera
  - Barbera d'Alba prodotto in due tipologie nella provincia di Cuneo
  - Barbera del Monferrato prodotto nelle province di Alessandria e Asti
  - Canavese Barbera prodotto nelle province di Biella e Torino
  - Pinerolese Barbera prodotto nelle province di Cuneo e Torino
  - Colli tortonesi Barbera prodotto nella provincia di Alessandria
  - Piemonte Barbera prodotto nelle province di Alessandria, Asti e Cuneo
- Boca prodotto nelle province di Novara
- Bonarda
  - Pinerolese Bonarda prodotto nelle province di Cuneo e Torino
  - Piemonte Bonarda prodotto nelle province di Alessandria, Asti e Cuneo
- Brachetto
  - Piemonte Brachetto prodotto in tre tipologie nelle province di Alessandria, Asti e Cuneo
- Bramaterra prodotto nelle province di Biella e Vercelli
- Canavese prodotto in sette tipologie nelle province di Biella e Torino
- Carema prodotto nella città metropolitana di Torino
- Chardonnay
  - Langhe Chardonnay prodotto nella provincia di Cuneo
  - Piemonte Chardonnay prodotto nelle province di Alessandria, Asti e Cuneo
- Cisterna d'Asti prodotto nelle province di Asti e Cuneo
- Colli Tortonesi prodotto in 16 tipologie nella provincia di Alessandria
- Colline Novaresi
  - Colline Novaresi prodotto in nove tipologie nella provincia di Novara
- Cortese
  - Cortese dell'Alto Monferrato prodotto nelle province di Alessandria e Asti
  - Colli Tortonesi Cortese prodotto nella provincia di Alessandria
  - Monferrato Casalese (da uve Cortese) prodotto nelle province di Alessandria e Asti
  - Piemonte Cortese prodotto in tre tipologie nelle province di Alessandria, Asti e Cuneo
- Coste della Sesia prodotto in sei tipologie nelle province di Biella e Vercelli
- Dolcetto
  - Dolcetto d'Acqui prodotto nella provincia di Alessandria
  - Dolcetto d'Alba prodotto nelle province di Asti e Cuneo
  - Dolcetto d'Asti prodotto nella provincia di Asti
  - Dolcetto di Diano d'Alba prodotto nella provincia di Cuneo
  - Dolcetto d'Ovada prodotto nella provincia di Alessandria
  - Colli tortonesi Dolcetto prodotto nella provincia di Alessandria
  - Dogliani prodotto nella provincia di Cuneo
  - Dolcetto delle Langhe Monregalesi prodotto nella provincia di Cuneo
  - Pinerolese Dolcetto prodotto nelle province di Cuneo e Torino
- Doux d'Henry prodotto nelle province di Cuneo e Torino
- Erbaluce
  - Canavese bianco prodotto da uve Erbaluce nelle province di Biella, Torino e Vercelli
- Fara prodotto nella provincia di Novara
- Favorita
  - Langhe Favorita prodotto nella provincia di Cuneo
- Freisa
  - Freisa d'Asti prodotto nella provincia di Asti
  - Freisa di Chieri prodotto nella città metropolitana di Torino
  - Langhe Freisa prodotto nella provincia di Cuneo
  - Monferrato Freisa prodotto nelle province di Alessandria e Asti
  - Pinerolese Freisa prodotto nelle province di Cuneo e Torino
- Gabiano (vino) prodotto nella provincia di Alessandria
- Grignolino
  - Grignolino d'Asti prodotto nella provincia di Asti
  - Grignolino del Monferrato Casalese prodotto nella provincia di Alessandria
- Langhe prodotto nella provincia di Cuneo
- Lessona prodotto nella provincia di Biella
- Loazzolo prodotto nella provincia di Asti
- Malvasia
  - Malvasia di Casorzo d'Asti prodotto nelle province di Alessandria e Asti
  - Malvasia di Castelnuovo Don Bosco prodotto nella provincia di Asti
- Monferrato prodotto in sette tipologie nelle province di Alessandria e Asti
- Nebbiolo
  - Langhe Nebbiolo prodotto nella provincia di Cuneo
  - Nebbiolo d'Alba prodotto nella provincia di Cuneo
- Pinerolese Ramiè prodotto nella città metropolitana di Torino
- Rubino di Cantavenna prodotto nella provincia di Alessandria
- Piemonte prodotto in tutte le province
- Colline Saluzzesi prodotto in sette tipologie nella provincia di Cuneo
- Ruché di Castagnole Monferrato prodotto nella provincia di Asti
- Valsusa prodotto in due tipologie nella città metropolitana di Torino
- Verduno Pelaverga prodotto nella provincia di Cuneo

### IGT
In Piemonte non sono previsti vini IGT

## Principali aziende e cantine
- Cantina sociale cooperativa intercomunale di Oleggio

## Turismo
Il turismo enogastronomico si sviluppa su percorsi che attraversano i vigneti:
- Strada del Barolo